# 文貴
文貴（1449年—1538年），字天爵，號松齋，遼東都司廣寧衛軍籍，湖廣長沙府湘鄉縣人，明朝政治人物。

## 生平
山東鄉試第三十一名舉人，成化十一年（1475年）中式乙未科會試第一百十五名，三甲第一百十六名進士。任河南按察使，升兵部右侍郎兼都察院右僉都御史、巡撫大同，正德四年（1509年）八月致仕歸里。

## 家族
曾祖文仲彬；祖父文昇；父文理。